# Samiska folkomröstningspartiet
Samiska folkomröstningspartiet är ett samiskt politiskt parti.
Samiska folkomröstningspartiet bildades 29 augusti 2015 i Arvidsjaur av bland andra Lars Wilhelm Svonni och Kristina Larsgren. Partiet har på sitt program att få till en folkomröstning om lika rättigheter för alla samer.
Partiet fick ett mandat i Sametingsvalet i maj 2017, vilket gick till Lars Wilhelm Svonni.

## Valresultat
| År   | Röster | Procent | Mandat |
| ---- | ------ | ------- | ------ |
| 2017 | 132    | 2,62 %  | 1 / 31 |